# Сосновка (Челябинск)
Сосно́вка — упразднённое село в городском округе Челябинска Челябинской области. В 2004 году включено в состав города и исключено из учётных данных).

## География
Прилегает к Шершнёвскому водохрани́лищу.

## История
Упоминается в документах с 1763 как деревня Сосновская, Сосновая, Сосновка. С 1841 года — казачий посёлок Челябинской станицы.
При строительстве Шершнёвского водохранилища (1965—1969) западная часть Сосновки была снесена и основан выселок Малая Сосновка, находящийся восточнее Сосновки, в Сосновском районе. В 1978 году село Сосновка Саргазинского сельсовета Сосновского района передано в подчинение Челябинского горсовета.

## Население
| 1970 | 1977  | 1983  | 1995  | 2002  |
| ---- | ----- | ----- | ----- | ----- |
| 1207 | ↗1504 | ↘1500 | ↗1736 | ↗1784 |

## Транспорт
С Челябинском Сосновку связывают автобусный маршрут № 51, а также маршрутное такси.
Ближайший железнодорожный остановочный пункт — Сосновка — находится в Малой Сосновке, в 1,5 км к востоку от Сосновки, на 2088-м километре железной дороги Москва — Челябинск. Ближайшая железнодорожная станция — Смолино — расположена в 2 км юго-западнее.